# برادفورد
برادفورد (بالإنجليزية: Bradford)‏ إحدى مدن غرب يوركشير شمال إنكلترا في المملكة المتحدة، وهي ملاصقة لمدينة ليدز، يتميز طابعها المعماري باللبنات الصخرية. عدد سكانها حوالي 293 ألف نسمة كثير منهم مسلمون أصولهم من جنوب آسيا. لقبت «مدينة» في 1897 وتحتضن جامعة برادفورد.

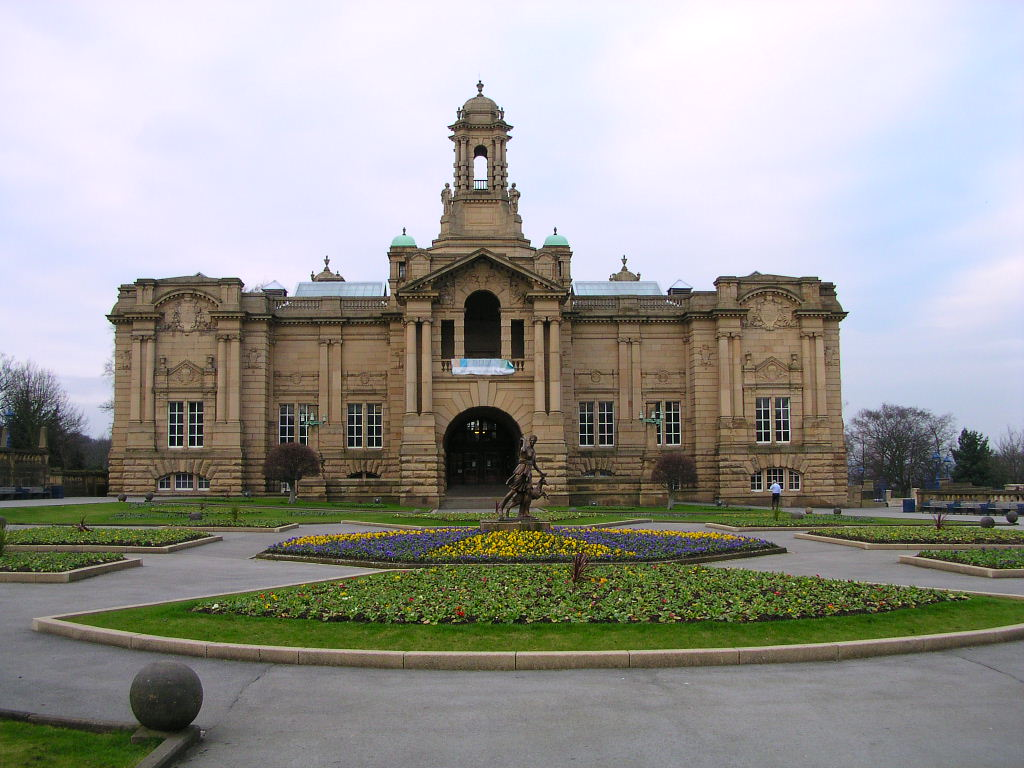
قاعة كارترايت, في حديقة ليستر

يبلغ عدد سكان برادفورد 293,717 ،] مما يجعلها المدينة ال13 الأكثر اكتظاظا بالسكان في المملكة المتحدة. برادفورد تشكل جزءا من المجتمعات الحضرية غرب يوركشاير، الذي يبلغ عدد سكانها 1.5 مليون، وجزء من منطقة ليدز برادفورد الحضرية الكبيرة (لوز)، ثالث أكبر منطقة في المملكة المتحدة بعد لندن ومانشستر، يقدر عدد السكان في ليدز برادفورد الحضرية ب2.4 مليون، وهذا طبقاً لإحصائات عام 2004.
تاريخيا شيدت برادفورد على الساحة خلال القرن 19 على أطلال جزءا من ركوب يوركشاير الغربية، لتصبح مركز دولي لصناعة المنسوجات والصوف بشكل خاص. وكانت المدينة المزدهرة من الثورة الصناعية، وبين المستوطنات في أقرب وقت الصناعية، وأصبحة بسرعة عاصمة «الصوف في العالم». سهولة إمدادات الفحم وخام الحديد والمياه لينة جعلت المنطقة سريعة النمو لتجعل برادفورد قاعدة للصناعات التحويلية، كما نمت صناعة الغزل والنسيج، مما أدى إلى انفجار في عدد السكان، وكان حافزا للاستثمار المدنية.
وتراجع قطاع الصناعات النسيجية في برادفورد تدريجياً حتى انحدار نهائي من منتصف القرن 20. منذ هذا الوقت، برزت برادفورد كوجهة سياحية مع المتحف الوطني للإعلام وقاعة كارترايت. ومع ذلك، واجهت برادفورد تحديات مماثلة في مرحلة ما بعد الصناعة في شمال بريطانيا، بما في ذلك سياسة عدم-التصنيع، ومشاكل الإسكان، والاضطرابات الاجتماعية والحرمان الاقتصادي الشديد.
منذ 1950s شهدت برادفورد مستويات كبيرة من الهجرة، لا سيما من كشمير. برادفورد لديها ثاني أعلى نسبة من المسلمين في انكلترا و ويلز ,خارج لندن. ما يقدر ب 101,967 شخص من أصل جنوب آسيوي يقيم في المدينة، يمثلون نحو 20.5 ٪ من سكان المدينة، وهذا الرقم يتوقع أن يرتفع إلى 28 ٪ بحلول عام 2011.

## كارثة برادفورد
تفاصيل الكارثة تعود إلى 11 مايو عام 1985 حين كان برادفورد يواجه فريق لينكولن سيتي ضمن دوري الدرجة الثالثة الإنجليزي وكان برادفورد دخل هذه المباراة على ملعبه في جو من الاحتفال بعد أن ضمن المركز الأول والصعود إلى الدرجة الثانية.
بعد مرور 40 دقيقة على الشوط الأول وكانت النتيجة لا تزال سلبية، بدأت أثار حريق ظهر في أحد مدرجات الملعب، وبحسب روايات الشهود، فأن هذا الأمر بدأ بعد أن قام أحد المشجعين بإلقاء عقب سيجارة داخل سلة للمهملات بين كراسى المدرج وبها أوراق مما تسبب في اشتعالها بشكل كبير في أنحاء المدرج خاصة وأن الرياح كانت قوية للغاية في هذا اليوم والمدرجات كانت «خشبية».
وفى ظل وجود خطأ كبير من قبل منظمي الإستاد من حيث عدم وجود طفايات الحريق في المدرج، وتأخر وصول سيارات الإطفاء بعد وقوع الحدث بعض الشيء ومع الزيادة المرعبة في تصاعد ألسنة النيران بسبب الرياح، فإن الأمر تفاقم مما أدى إلى مقتل 56 وإصابة ما لا يقل عن 265 مشجع، وهو ما جعل المتابعين للشأن الرياضي البريطانى يصنفونها كواحدة من أسوء الكوارث التي شهدتها المملكة المتحدة في الرياضة.
هذه الكارثة أدت إلى تغيير معايير السلامة في ملاعب كرة القدم بالمملكة المتحدة، بما في ذلك حظر المدرجات الخشبية حيث أن الخشب يساعد بشكل كبير على اشتعال النيران فضلا عن عوامل أخرى لضمان سلامة كل من يتواجد في مدرجات الملاعب الإنجليزية.